# 歐偉倫
歐偉倫（Au Wai Lun，1971年8月14日—），生於香港，已退役香港足球運動員，現為一家的士高股東。於退役前為香港足球代表隊首席前鋒，曾經為香港足球代表隊進球最多紀錄保持者多年，於2007年與香港甲組足球聯賽球隊南華合約期滿後，宣佈掛靴；於2009年7月應允東方教練李健和邀請，（業餘身份）復出參與香港丙組（甲）足球聯賽。他又曾擔任香港超級聯賽球隊夢想FC總監。

## 球員生涯
歐偉倫生於香港，早年畢業於天主教石蔭慈幼小學，在美孚地利亞修女紀念學校讀至中三時於1986年進入銀禧接受精英獎學金培訓計劃，1988年加盟香港甲組足球聯賽「升班馬」天天，開始職業球員生涯。1989年轉投東方，1990年轉會加盟商業球隊依波路，協助球隊奪得1991至92年度總督盃冠軍。1993年「上山」加盟南華，開始成為香港足球代表隊主力，1996－97年度，首次於香港足球明星選舉入選最佳11人，更當選香港足球先生。2005－06季度，南華護級失敗，而歐偉倫卻在香港足球明星選舉中，第二度當選香港足球先生及成為「最受球迷歡迎球員」。2005年7月23日，歐偉倫代表香港足球代表隊與曼聯進行友誼賽後，正式宣佈退出香港隊。2007年6月12日，歐偉倫拒絕南華提出減薪續約的安排，宣佈結束20年的球員生涯，亦不會安排告別賽。2009年7月，歐偉倫應允東方教練李健和邀請，復出（業餘身份）參加下屆香港丙組（甲）足球聯賽，直至東方足球隊於2013年晉升香港甲組足球聯賽為止。2013年7月，歐偉倫升任東方副總監，同時訓練隊中前鋒。2016年2月，歐偉倫於賀歲盃賽事上陣, 代表經典香港代表隊挑戰經典外援選手隊，最終以1–4落敗。於2017年7月擔任新成立的香港超級聯賽球隊夢想FC總監。

## 國際賽生涯
歐偉倫於2002年賀歲盃代表香港聯賽選手隊對陣洪都拉斯的比賽中，在單對單面對對方守門員的情況下，竟然將足球橫傳，此事件被惡搞，網民大造文章，稱為「單刀橫傳」。歐偉倫在2003年東亞足球錦標賽合共射入7球，一度成為由國際足球歷史與統計協會公佈的2003年世界最佳神射手（統計每名球員在一年內的國家隊A級賽事的入球數目與足球會在各項國際性賽事的入球數目）第一位，一度壓倒取得8個進球的西班牙國腳、效力於皇家馬德里的魯爾，最後他以10個入球名列世界最佳射手榜第9位。

## 其他職業
歐偉倫於退出職業足球生涯後，曾經與朋友在佐敦經營樓上酒吧，惟因為業主增加租金而退出。2012年，歐偉倫與朋友合股在尖沙嘴經營的士高場所。2014年，歐偉倫客串創作組合緬甸晶宮主題曲MV。

## 著作
歐偉倫於2007年7月出版了《倫‧球傳》的自傳，於香港書展中發售。

## 球員榮譽
- 香港足球先生 兩次 (1996-97、2005-06季度)
- 香港足球明星選舉最佳11人 五次 (1996-97、1997-98、2000-01、2002-03、2005-06季度)
- 香港足球明星選舉最受球迷歡迎獎 一次（2005-06季度）

## 外部連結
- 香港足總球員資料 （页面存档备份，存于）
- 歐偉倫的資料
- 2003年世界最佳神射手成績 （页面存档备份，存于）
- 香港網絡大典：歐偉倫 （页面存档备份，存于）